# Río Matanikau
El río Matanikau está ubicado en la parte noroccidental de la isla de Guadalcanal, Islas Salomón. Muchos importantes enfrentamientos bélicos se produjeron entre las fuerzas de Estados Unidos y Japón cerca de este río durante la campaña de Guadalcanal en la Segunda Guerra Mundial.